# Луиджи Росито
Луиджи Едмондо Росито (1948 – 1996 г., София) е български астролог и дисидент.
По времето на тоталитаризма, когато книгите по астрология са изключителна рядкост, Росито, като син на италианец има възможност да набавя такава литература и около него съществува широк кръг от заинтересовани. Самият той се счита за последовател на Грузинов и предава неговите идеи. Неконформисткото поведение на Росито има и политическо измерение: през 1964 г. заедно с Божидар Стриков и Едуард Генов създават „Младежка организация за национална свобода“. Заради своите убеждения до 1989 г. той е преследван и изселван. В ранните години на прехода, като жива легенда на дисидентсвото, той работи за СДС.
Ученик е на Кирил Петров Панайотов – доайена на българската индийска, западна астрология на неподвижния зодиак на 20 в., по-късно убит от Държавна сигурност. Ученик и съратник на Любомир Лулчев – окултен съветник на Цар Борис ІІІ, който го запознава с Учителя Петър Дънов. Именно Кирил П. Панайотов го запознава с трудовете на Грузинов, тъй като Кирил П. Панайотов прави техен превод във вариант за ползване. Луиджи е на 18–20-годишна възраст, когато Кирил П. Панайотов-Lenawa го поема под крилото си като личен ученик (1967 – 1968).